# Godunov
Os Godunov (em russo:  Годуновы) são uma família nobre russa extinta, originária de Costroma, uma dinastia de czares russos (1598-1605).
Existem duas versões da origem de um antepassado:
1. De Murza Chet, que deixou a Horda Dourada rumo a Moscou (cerca de 1330), foi batizado com o nome de Zacarias e construiu o Mosteiro de Ipatiev em Costroma, onde foi sepultado.[3][4] Estão enterrados lá, seu filho Alexandre Zacarieviche e o fundador do segundo ramo, o seu neto Demétrio Alexandroviche Godunov, apelidado de Zerno.
2. Do boiardo Demétrio Zerno, que serviu ao grão-príncipe de Moscou Ivan Daniloviche Kalita (1288-1340) e foi enterrado com seu pai e irmão no Mosteiro de Ipatiev em Costroma. Estão enterrados neste mosteiro, Ivan, Constantino, apelidado de Sheia e Demétrio Demetrieviche Zernov-Godunov.

Da família Godunov fizeram parte dois czares e uma czarina, um boiardo mordomo, dois konyushii, quatro boiardos, sete okolnichi, dois escrivães da Duma e um kravchii.
A família foi registrada no Livro de Veludo. Quando da apresentação dos documentos (março de 1682), para inserir a família no Livro de Veludo, foram fornecidas duas genealogias separadas de Gregório e Demétrio Godunov, e mais tarde sua genealogia conjunta (1686).
Segundo Nicolau Aleksandroviche Baskakov, linguista russo - turcólogo e doutor em filologia, o sobrenome Godunov vem do turco gödün (estúpido, imprudente).

## Histórico familiar
O sobrenome Godunov é mencionado pela primeira vez na Razriadi (1515), na pessoa do voivoda Basílio Grigorieviche Godunov. Teodoro Ivanoviche, apelidado de Sabur, é antepassado dos Saburoves. Ivan Ivanoviche, apelidado de Godun, é o fundador da família Godunov, sua mulher Agripina, no monaquismo Alexandra, está enterrada no mosteiro de Ipatiev. Após a adesão da Casa dos Romanov (1613), os Godunov foram stolniks e nobres de Moscou. A família Godunov extinguiu-se (1704), com a morte do stolnik Gregório Petroviche Godunov (1664-1704). Os Godunov possuíam propriedades nos uezds de Tver, Viazemski, Novgorod, Costroma, Moscou, Riazan e Murom.

## Lista de soberanos
- Irina Godunova (1598);
- Boris Fedoroviche Godunov (1598-1605);
- Teodoro Borisoviche Godunov (1605).